# Хафнер, Алекс
Алекс Хафнер (исп. Alex Hafner; род. 30 апреля 1989, Вена, Австрия) — актёр испанско-итальянского происхождения.

## Биография
Хафнер дебютировал в 2010 году в короткометражном фильме «The Bottom Line». Впоследствии снимался в небольших ролях в фильмах «Советник» (2013), «Добро пожаловать в Гармонию» (2015) и «Проект Лазарь» (2016).
В 2020 году на экраны вышел фильм ужасов «Пик страха» (совместное производство США, Украины и Испании), в котором Хафнер сыграл главную роль вместе с украинской актрисой Иванной Сахно.
В 2025 году актёр снялся в южнокорейском фантастическом сериале «Спроси у звёзд» в роли космонавта Сантьяго Гонзалеса.

## Избранная фильмография
| Год       |   | Русское название            | Оригинальное название | Роль                 |
| --------- | - | --------------------------- | --------------------- | -------------------- |
| 2013      | ф | Советник                    | The Counselor         | дорожный полицейский |
| 2015      | ф | Добро пожаловать в Гармонию | Welcome to Harmony    | сержант Левински     |
| 2016      | ф | Проект Лазарь               | Proyecto Lázaro       | Хорнболл             |
| 2017      | ф | Меган Ливи                  | Megan Leavey          | сержант Сандерс      |
| 2017      | ф | Погружение                  | Submergence           | мистер Беллхоп       |
| 2020      | с | Телефонистки                | Las chicas del cable  | Джеймс Ланкастер     |
| 2020      | ф | Пик страха                  | Let It Snow           | Макс Спеллман        |
| 2021—2024 | с | Расследования на Майорке    | The Mallorca Files    | Роберто Эррера       |
| 2022      | с | Академия вампиров           | Vampire Academy       | Джеймс               |
| 2025      | с | Спроси у звёзд              | 별들에게 물어봐       | Сантьяго Гонзалес    |